# Podospongia similis
Podospongia similis är en svampdjursart som beskrevs av Claude Lévi 1993. Podospongia similis ingår i släktet Podospongia och familjen Podospongiidae.
Artens utbredningsområde är havet kring Nya Kaledonien. Inga underarter finns listade i Catalogue of Life.